# Le Lardin-Saint-Lazare
Le Lardin-Saint-Lazare település Franciaországban, Dordogne megyében. Lakosainak száma 1666 fő (2022. január 1.). Le Lardin-Saint-Lazare Beauregard-de-Terrasson, La Bachellerie, Condat-sur-Vézère, Les Farges, Peyrignac és Terrasson-Lavilledieu községekkel határos.

## Népesség
A település népességének változása:
| Lakosok száma | 1907 | 1836 | 1808 | 1845 | 1753 | 1720 | 1688 | 1672 | 1665 | 1666 |
|               | 2010 | 2013 | 2015 | 2016 | 2017 | 2018 | 2019 | 2020 | 2021 | 2022 |